# Winfried Lipscher
Winfried Lipscher (ur. 7 czerwca 1938 w Wartenburgu, zm. 8 lutego 2024 w Berlinie) – niemiecki teolog katolicki, tłumacz, działacz na rzecz polsko-niemieckiego pojednania.
Zdał maturę i ukończył studia teologiczne na uniwersytecie w Münster. We wrześniu 1971 r. rozpoczął pracę tłumacza w Ambasadzie Republiki Federalnej Niemiec. Następnie został radcą ambasady niemieckiej w Polsce. Był pośrednikiem w kontaktach pomiędzy kanclerzem Helmutem Schmidtem, a prymasem Stefanem Wyszyńskim.
Współpracował z Kazimierzem Brakonieckim i Robertem Trabą, czego efektem było wydanie czterojęzycznej antologii: po polsku, niemiecku, rosyjsku i litewsku (w językach dawnych Prus Wschodnich).
Był jednym z sygnatariuszy Memorandum Bensberger Kreis. Przetłumaczył na język niemiecki m.in. tekst „Tryptyku rzymskiego”. Odznaczony Orderem św. Sylwestra przez papieża Jana Pawła II za zasługi w dziedzinie pojednania polsko-niemieckiego. Postanowieniem prezydenta RP Aleksandra Kwaśniewskiego z 18 czerwca 2003 został odznaczony Krzyżem Oficerskim Orderu Zasługi Rzeczypospolitej Polskiej za wybitne zasługi w działalności na rzecz środowiska polonijnego.
Uczestniczył w działaniach Stowarzyszenia im. Arno Holza dla Porozumienia Polsko-Niemieckiego o wsparcie finansowe z Fundacji Polsko-Niemieckiej Współpracy w Warszawie.